# Universidad Edith Cowan
La Universidad Edith Cowan ( Edith Cowan University, sigla ECU) es una universidad pública creada en 1991 y ubicada en la ciudad de Perth, Australia Occidental. Lleva el nombre de una mujer, Edith Cowan Dircksey, que fue la primera mujer en ser elegida diputada del Parlamento de Australia.
Es la segunda más grande universidad de Australia-Occidental, con aproximadamente 21 000 estudiantes, cuyos más de 4 000 vienen fuera de Australia.
La universidad cuenta con dos campus metropolitanos, uno en Mount Lawley y el otro en Joondalup, así como un campus regional en Bunbury, a 180 km al sur de Perth. 
La universidad propone más de 300 de cada dos curso campus metropolitanos, a Mount Lawley y a Joondalup, y un campus regional en el suroeste de Bunbury, a 200 km al sur de Perth; de numeroso curso son ofrecidos igualmente para estudiar on-line. Además, la universidad ha noué de las cooperaciones con varios establecimientos de enseñanza para dispensar cursos y de los programas al extranjero.

## Vida de estudiante

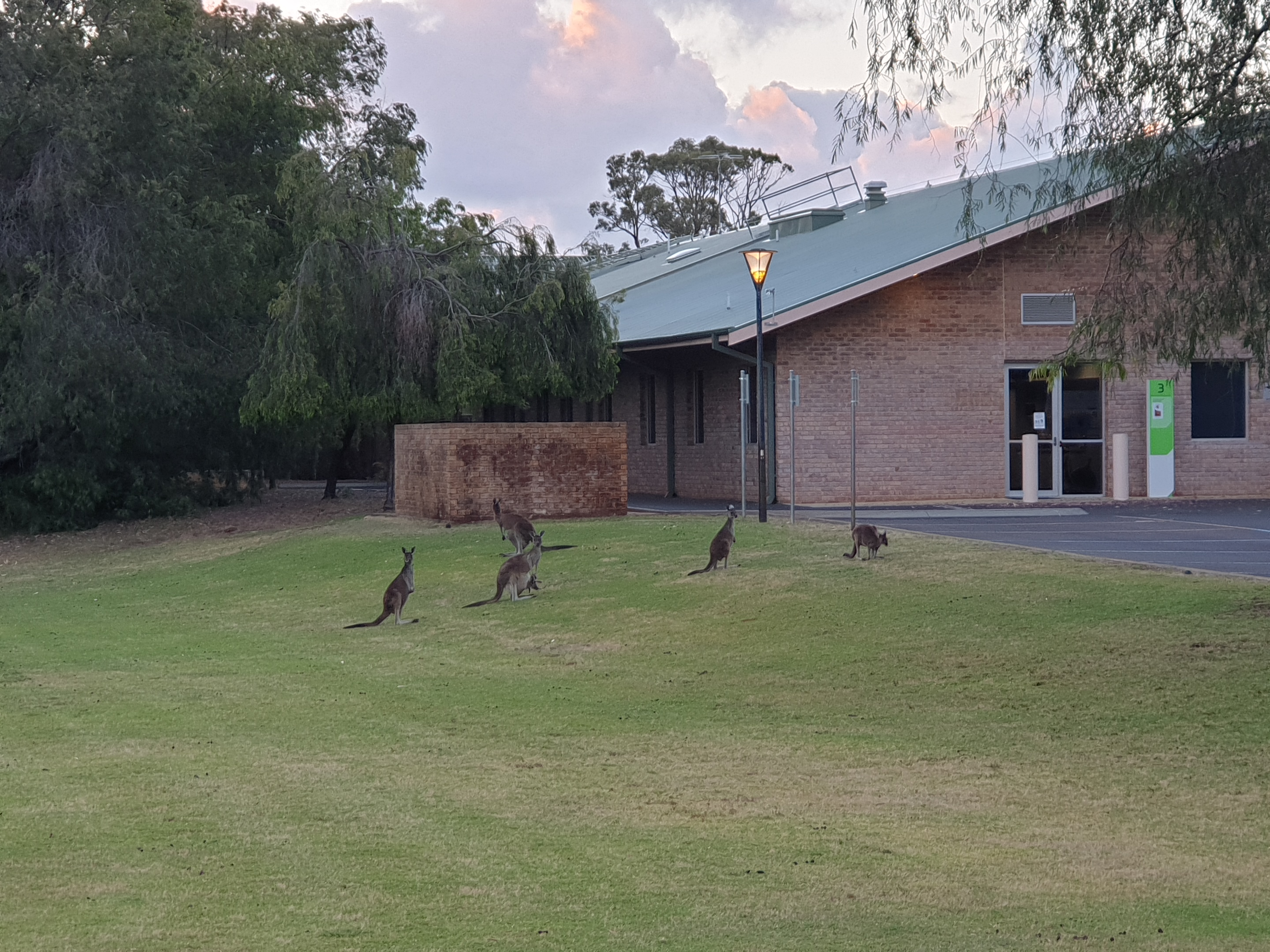
Edificio 3 del campus Bunbury de la Universidad Edith Cowan

La universidad Edith-Cowan cuenta más de 27 000 estudiantes de primer ciclo y de tercer ciclo. Más de 4 300 estudiantes extranjeros originarios además de 100 países estudian en la ECU cada año.  Eso comprende el suministro al extranjero de una variedad de curso en uno cierto número de país, de los programas de intercambios de estudiantes y de personal con otras universidades, de las actividades de investigación común, de las consultas internacionales y de los vínculos académicos individuales.